# Franz Czeminski
Franz Czeminski (* 11. Februar 1876 in Schneidemühl; † Februar 1945 in der Neumark) war ein deutscher Politiker (SPD) und Genossenschaftsorganisator.

## Leben
Bereits im Jahr 1894 wurde Franz Czeminski Mitglied der SPD. Im Jahr 1919 wurde er erstmals für diese Partei in das Schöneberger Stadtparlament gewählt. In der von Martin Wagner und Heinrich Lassen begründeten Siedlungsgenossenschaft Lindenhof wurde er im Jahr 1921 Aufsichtsratsvorsitzender. In den Jahren 1928 bis 1933 war er hauptamtlicher Stadtrat und Stadtverordneter in Berlin.
Kurz nach der Machtergreifung der Nationalsozialisten am 13. April 1933 wurde Czeminski verhaftet, um die Gleichschaltung der von ihm geführten Genossenschaft durchzusetzen. In dem „wilden KZ“ SA-Gefängnis Papestraße wurde er gefoltert und schwer misshandelt.

## Würdigungen
Die Czeminskistraße in Berlin-Schöneberg ist nach ihm benannt.